# Francisco Antonio Laureana
Francisco Antonio Laureana (Corrientes, 1952 - San Isidro, Buenos Aires, 27 de febrero de 1975) fue un joven artesano argentino sospechoso de ser un asesino en serie mediáticamente conocido como «el Sátiro de San Isidro», que en un lapso de seis meses ―entre 1974 y 1975―, se calcula que violó a unas 15 mujeres y que asesinó al menos 13, en las ciudades de San Isidro, Bolougne, Vicente López y localidades cercanas a la autopista Panamericana.
Laureana sería abatido por la policía el día 27 de febrero de 1975 en San Isidro, sin haber podido dar testimonio, fue señalado por la policía y la prensa de ser el autor de la ola de asesinatos de los últimos meses en el área. Aunque su familia negó que fuera el autor de esos crímenes. Los asesinatos en la ciudad cesaron después de su muerte.

## Biografía
Se sabe muy poco de la niñez y adolescencia de Francisco Antonio Laureana, salvó que nació en 1952 en la Provincia de Corrientes, y que se interno en un seminario en la ciudad de Corrientes para completar sus estudios. Su hermana Lucía Laureana lo describió como un muchacho muy introvertido, que un hermano mayor le había enseñado a tallar figuras y que careció de una figura materna en su niñez al haber sido abandonado por su madre.
En 1974 Laureana fue interno en un colegio católico en Corrientes. La policía afirmó que huyó de la ciudad porque en el colegio religioso violó y agredió a una monja en las escaleras del establecimiento.
En julio de ese año se mudó por la zona norte del Gran Buenos Aires, donde vivía en una casa prefabricada en el barrio El Callao, en Tortuguitas. Trabajaba como artesano vendiendo alhajas y figuras talladas de madera, y estaba en pareja con María Romero, de 21 años, la cual tenía tres hijos (algunos periódicos dicen que eran hijastros de Laureana mientras otros que estos eran hijos propios). Antes de salir a trabajar solía decirle a su pareja: "No saques a los pibes porque hay muchos degenerados sueltos".

## Ola de asesinatos
Desde mediados de 1974 hasta comienzos del año siguiente, y según se indica que mayormente ocurría por los días miércoles y jueves y cerca de las 18:00 horas, una mujer o una niña desaparecían, y sus cuerpos sin vida luego eran encontrados en baldíos, con signos de haber sido violadas y asesinadas salvajemente, en algunos casos estranguladas y en otros muertas a disparos con un revólver calibre 32. Las víctimas solían ser niñas o mujeres que tomaban sol en piscinas o que esperaban en paradas de autobús.
Se señala que este «Sátiro» recorría las ciudades en un Fiat 600 para luego de estacionarlo seguir a pie por varias cuadras, o trepando y saltando paredes y techos de casas, buscando hasta encontrar potenciales víctimas. También que las víctimas no siempre eran fortuitas y que el asesino podría haberles hecho un seguimiento previo incluso durante días o semanas si estas cumplían con algún perfil particular que buscara. Y que luego de haber podido consumar sus crímenes robaba algo de sus víctimas, como piezas de joyería (anillos, aros, pulseras, etcétera), para así mantenerlos como trofeos. Según los investigadores y algunos testigos el asesino regresaba a la escena del crimen días o semanas después para rememorar el momento.
Debido al modus operandi repetido en cada crimen, las autoridades y el experto forense Osvaldo Raffo creyeron que las muertes podrían ser obra de un solo individuo. El término «asesino en serie» (en inglés: serial killer) recién empezó a utilizarse en Estados Unidos en los años 1970, y todavía no estaba muy difundido en Argentina, generalmente el término «sátiro» era utilizado para describir a delincuentes con comportamientos seriales.

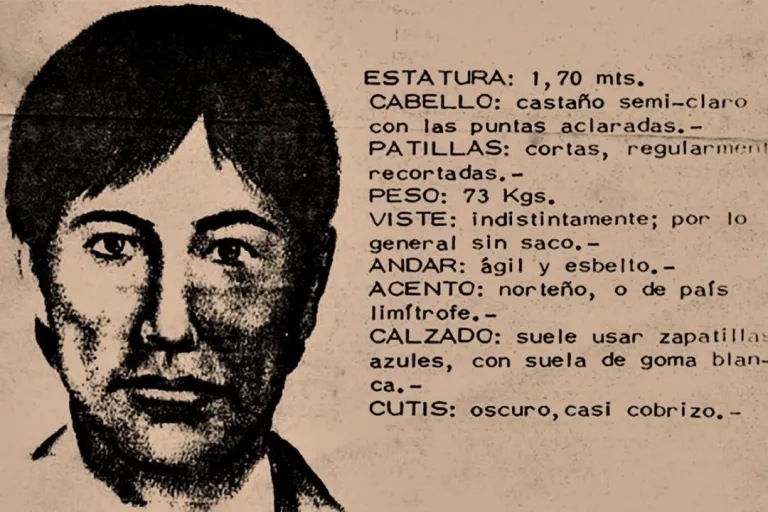
Identikit del sospechoso.

Después de cometer uno de los homicidios, un testigo de apellido Ramírez vio a un individuo huyendo por los techos de una casa, y el sospechoso le disparó con su arma (algunas fuentes dicen que el testigo resultó ileso y otras que fue herido y hospitalizado), su testimonio junto al de otros testigos y víctimas sobrevivientes fue clave para confeccionar un identikit del sospechoso, que empezó a circular por toda la ciudad.

### Asesinato de Noemí y Nora Álvarez
Uno de los crímenes más infames que se le adjudica, es el asesinato de las hermanas Álvarez, Noemí Gabriela y Nora Beatriz, de 5 y 7 años respectivamente, asesinadas en su propia casa en la calle Carlos Tejedor 1855 en Boulogne, en enero de 1975. Su madre había salido de casa por unos minutos y al regresar encontró sus cuerpos. Las niñas habían sido asfixiadas con una almohada y le dispararon en la cabeza, además presentaban lesiones genitales.

## Muerte de Laureana
Si bien hay varias versiones de los hechos difundidas en internet, recortes de la revista contemporánea Así muestran que en la tarde del 27 de febrero de 1975, por la calle Tomkinson, una mujer vio a un joven vestido de sport detrás de un alambrado de su propiedad, merodeando por un camino el cual lindaba con una mansión en cuya piscina había mujeres y niñas bañándose; al preguntarle que hacía ahí, este le respondió que buscaba a un albañil, al no convencerla la respuesta de este y parecerle que tenía una actitud sospechosa decidió llamar a la policía. Unos minutos después la policía lo encontró a pocas cuadras por la calle Don Bosco. Según el informe policial, cuando le pidieron la cédula de identidad, Francisco Laureana sacó un revólver que tenía escondido y realizó disparos que casi hieren a uno de los sargentos, iniciando un tiroteo con la policía en el que Laureana recibió un disparo en el hombro y luego escapó.
Laureana malherido fue a esconderse en un gallinero que se encontraba en el fondo del patio de una mansión en la calle Esnaola 666, perteneciente a una familia alemana de apellido Frenkel. En la mansión se encontraban el casero del lugar de nombre Cirilo Sandoval, de 52 años, con su perra de raza pastor alemán llamada Rina. Cuando la policía llegó al lugar buscando al sospechoso le pidieron a Sandoval entrar al lugar y revisaron por el jardín, fue entonces cuando la perra "marcó" el gallinero del fondo, cuando la policía fue a revisarlo encontró a Francisco Laureana escondido ahí y fue acribillado a balazos por los agentes, desconociéndose si hubo una mediación de por medio. Se encontraron en el gallinero dos gallinas muertas (se desconoce si murieron por las balas de la policía o si fue Laureana para evitar que hicieran ruido).
Según la policía a la prensa creían que el sospechoso era el infame y peligroso asesino que en los últimos meses había asesinado a mujeres y niñas en al menos tres ciudades; y que lamentaron haberlo abatido, ya que hubieran querido interrogarlo sobre los motivos que lo llevaron a cometer los crímenes y el alcance total del número real de víctimas. Alegaron que como Laureana era un fetichista, muchos crímenes pudieron resolverse al encontrar en las botas de su casa objetos que pertenecían a las víctimas, junto con otras armas de fuego. Luego de la muerte e identificación de Laureana el comisario Eugenio Furlam dijo: 

¡De lo que la población debe estar segura es que con la muerte de Laureana ha dejado de existir un azote, que aquí nos había quitado la paz. Lo que convendría en todo caso es que esta personalidad de Laureana fuera objeto de un estudio, porque pocas veces se puede encontrar a individuos con una psiquis tan retorcida para el mal!

Cuando se le informó el hecho a su mujer, ella atinó a decir: «Acá tuvo que haber un error. Mi marido no pudo haber hecho todo eso. Era un buen padre, un buen marido, un artesano que amaba lo que hacía». La hermana del sospechoso, Lucía Laureana, que vivía en Virreyes, dijo que su hermano no era el violador y asesino que la policía buscaba hace tiempo porque no coincidía con el identikit, señaló que el identikit era de una persona de piel más morena y cabello lacio oscuro, mientras que su hermano tenía el cabello ondulado tendiendo a rubio y ojos claros como ella.
El caso del "Sátiro de San Isidro", quizás el asesino en serie más prolífico de la historia de Argentina, pasó relativamente desapercibido debido al complejo clima político reinante durante el gobierno de Isabel Perón.

## Posibles víctimas adicionales
Francisco Antonio Laureana fue acusado de 13 homicidios, pero es sospechoso en muchos otros casos sin resolver.

### Caso Di Mantova
Entre 1973 y los primeros meses de 1974, en la ciudad de Corrientes, de donde Laureana era oriundo, hubo reportes de una serie de ataques sexuales y al menos dos asesinatos, cuyas víctimas fueron mujeres y niñas, la mayoría de estos ataques se reportaron por el barrio Aldana y alrededores. La prensa de aquel entonces describía al atacante como un “sátiro”, que según testigos era un joven, atlético, rubio y de ojos claros, aunque también se decía que eran varios individuos los responsables, o que los hechos eran aislados y algunos simplemente eran rumores falsos producto de una psicosis colectiva. Entre los crímenes confirmados se encuentran el asesinato de la menor Ramona Lobato en una terraza de un monoblock el 20 de octubre de 1973, el de una empleada doméstica en una casa de la familia Danuzzo, y el intento de asesinato de una niña en el baño de una escuela a la que un hombre intentó ahorcarla haciéndole un doble nudo en el cuello, pero pudiendo escapar.
Un joven llamado Horacio Di Mantova fue acusado de los ataques seriales, la sospecha recayó sobre él porque, además de coincidir con la descripción, tenía la costumbre de caminar y saltar por los techos de un colegio religioso. Finalmente fue condenado solo por el asesinato y violación de la jovencita Lobato a 15 años de prisión. Di Mantova se mudó a Italia tras su liberación y siempre mantuvo su inocencia, posteriormente pidió a la Justicia argentina que el caso sea reabierto, pero su petición fue denegada por prescripción. Un investigador, Alberto Raso, que siguió el caso, sostuvo en su blog en internet que el acusado era inocente y fue procesado solamente por la urgencia pública de atrapar al culpable que tenía atemorizada y en vilo a toda la población, y que el verdadero responsable se trasladó a otra ciudad para no ser apresado.
Se sospecha de Laureana por haber tenido un modus operandi similar en los crímenes que se le adjudican en la provincia de Buenos Aires, y porque los ataques cesaron después de que se fuera de la ciudad de Corrientes. Además de que su nombre ya estaba en el radar de sospechosos de las autoridades por el ataque sexual e intento de asesinato a una monja hecho por el cual se cree el motivo de su huida de la ciudad.

### Asesinato de Ana María Rivarola
El 24 de septiembre de 1974, una niña de 8 años, Ana María Rivarola, fue asesinada dentro del Colegio San Marcelo en Don Torcuato tras salir de clases para ir al baño. Sería encontrada poco después muerta, boca arriba y con signos de haber sido violada y ahorcada con una soga en el descanso de las escaleras de la parroquia del colegio. Nunca se encontró al culpable. La psicoanalista y especialista en violencia infantil Sonia Almada que tenía la misma edad y vivía en la misma ciudad cuando ocurrió el hecho, investigo sobre el crimen y escribió el libro La niña del campanario (2022).
El asesinato guarda muchas similitudes con uno de los crímenes por los que era investigado Laureana en Corrientes, quien ya estaba familiarizado con colegios religiosos y ocurrió apenas dos meses después de su llegada por la zona norte de Buenos Aires.

### El «Caníbal de San Isidro»
En 1972, en San Isidro, dos años antes de que Francisco Laureana llegara desde su natal Corrientes, ocurrió otra serie de asesinatos cuyo autor se desconoce. Durante ese año se reportó el asesinato de varias mujeres caucásicas, rubias y de ojos claros, cuyos cuerpos aparecían en baldíos con signos de haber sido violadas y estranguladas, con partes del cuerpo mutiladas arrancadas salvajemente a mordidas. A este asesino nunca identificado posteriormente se lo apodo el "Caníbal de San Isidro", y se le adjudican al menos tres o cinco asesinatos, entre ellos, el más destacado fue el de Diana Goldstein, de 23 años, ocurrido un jueves 23 de noviembre de 1972. Osvaldo Raffo realizó las autopsias a las víctimas, y según se indica, 24 sospechosos fueron descartados de ser el asesino al no coincidir sus piezas dentales con las obtenidas de las mordeduras en los cuerpos.
Laureana se mudó a la ciudad recién en 1974, por lo que nunca se consideró probable que fuera el responsable de los asesinatos sin resolver de 1972, además, se señala de que en el modus operandi de los crímenes de 1974 a 1975, no se noto preferencia raciales o mutilación en los cuerpos. A pesar de esto, muchas fuentes modernas se refieren a Laureana como el Caníbal de San isidro, y le adjudican sus asesinatos.